# Buenos Aires ePrix 2015
Der Buenos Aires ePrix 2015 (offiziell: 2015 FIA Formula E Buenos Aires ePrix) fand am 10. Januar auf der Formel-E-Rennstrecke Buenos Aires in Buenos Aires, Argentinien statt und war das vierte Rennen der FIA-Formel-E-Meisterschaft 2014/15. Es handelte sich um den ersten Buenos Aires ePrix und um das zweite Rennen der FIA-Formel-E-Meisterschaft in Südamerika.

## Bericht

### Hintergrund
Nach dem Punta del Este ePrix führte Lucas di Grassi in der Fahrerwertung mit 58 Punkten vor Sébastien Buemi und Sam Bird, die beide 40 Punkte hatten. Alle drei Fahrer hatten vorher jeweils einen ePrix gewonnen. In der Teamwertung hatte e.dams zwei Punkte Vorsprung auf Audi Sport ABT und 12 Punkte Vorsprung auf Virgin.
Mit der Formula E School Series, bei der Schüler im Alter von elf bis 16 Jahren von zehn verschiedenen Schulen aus Buenos Aires mit Mini-Elektrofahrzeugen gegeneinander antraten, fand erstmals ein Rahmenrennen bei einem Lauf zur FIA-Formel-E-Meisterschaft statt.
Nachdem Franck Montagny nach dem Putrajaya ePrix wegen Dopings gesperrt wurde, fuhr neben Jean-Eric Vergne Marco Andretti für Andretti Autosport. Der Enkel des früheren Formel-1-Weltmeisters Mario Andretti debütierte damit in der Formel E und fuhr für den Rennstall seines Vaters Michael Andretti. Andretti übernahm das Fahrzeug von Matthew Brabham. Das Andretti-Team trat damit mit der vierten Fahrerpaarung beim vierten Rennen an.
Nachdem Ho-Pin Tung in Punta del Este bei China Racing wegen der Teilnahme am 12-Stunden-Rennen von Abu Dhabi durch Antonio García vertreten wurde, kehrte Tung bei diesem Rennen ins Cockpit zurück. Wie bereits in Punta del Este, trat Amlin Aguri mit Salvador Durán anstelle von Katherine Legge an, da Legge abermals in Testfahrten für die United SportsCar Championship 2015 involviert war.
Nick Heidfeld, Bruno Senna und Vergne erhielten einen sogenannten FanBoost, sie durften im Rennen die Leistung jedes ihrer beiden Wagen für maximal fünf Sekunden von 150 kW (204 PS) auf 180 kW (245 PS) erhöhen. Für Heidfeld war dies der dritte, für Vergne der zweite FanBoost in Folge. Auch Senna erhielt bereits seinen dritten FanBoost.

### Training
Das erste freie Training startete um 8:15 Uhr und hatte eine Laufzeit von 45 Minuten. Buemi fuhr mit 1:09,475 Minuten die Bestzeit vor di Grassi und Daniel Abt. Das Training musste einmal unterbrochen werden, als Bird am Ende der Boxengasse liegenblieb.
Das zweite freie Training startete um 10:30 Uhr und hatte eine Laufzeit von 30 Minuten. Buemi fuhr mit 1:08,993 Minuten erneut die Bestzeit, abermals gefolgt von di Grassi. Drittschnellster war António Félix da Costa. Auch dieses Training musste nach einem Unfall von Stéphane Sarrazin unterbrochen werden.

### Qualifying
Das Qualifying begann um 12:00 Uhr und fand in vier Gruppen zu je fünf Fahrern statt. Jede Gruppe hatte 10 Minuten Zeit, eine schnelle Runde zu setzen. Buemi erzielte in 1:09,134 Minuten die Pole-Position vor Jaime Alguersuari und Nick Heidfeld. Die Top 10 komplettierten Bird, di Grassi, Jean-Éric Vergne, Nicolas Prost, da Costa, Nelson Piquet jr. und Karun Chandhok. Es war die erste Pole-Position für Buemi und die dritte für e.dams, er verringerte damit in der Fahrerwertung den Rückstand auf di Grassi auf 15 Punkte.
Das Qualifying musste zweimal unterbrochen werden, da di Grassi und Jarno Trulli mit ihren Fahrzeugen in die Streckenbegrenzung geprallt waren. Trulli geschah dies auf seiner ersten schnellen Runde, er konnte daher überhaupt keine Zeit setzen. Auch Bruno Senna schlug mit seinem Wagen in die Streckenbegrenzung ein und beschädigte ihn; er konnte aber noch bis an die Box fahren.

### Rennen
Das Rennen ging über 35 Runden und startete um 16:00 Uhr. Vor dem Rennen gab es keine Einführungsrunde, die Voraufstellung fand dieses Mal rund 200 Meter vor den eigentlichen Startpositionen statt, und die Fahrer rollten vor dem Rennstart in ihre Positionen. Jérôme D’Ambrosio startete aus der Boxengasse.
Buemi blieb beim Start in Führung vor Heidfeld, der in Kurve eins auf der Außenbahn an Alguersuari vorbeiging. Dahinter lagen Bird, di Grassi, Vergne, Félix da Costa, Prost, Piquet und Chandhok. Félix da Costa hatte Prost beim Start überholt und ging in Kurve vier auch an Vergne vorbei, der jedoch beim Anbremsen von Kurve fünf konterte und sofort wieder Rang sechs übernahm. Durch diese Überholmanöver gelang es den führenden fünf Fahrern jedoch, bereits in der ersten Runde eine Lücke von rund zwei Sekunden auf die nachfolgenden Piloten herauszufahren. Michela Cerruti kam am Ende der ersten Runde mit einem beschädigten Frontflügel an die Box und ließ ihn austauschen.
In der zweiten Runde ging di Grassi an Bird vorbei, Félix da Costa setzte Vergne weiter unter Druck, konnte ihn jedoch nicht überholen. Am Beginn von Runde drei nutzte Heidfeld seinen FanBoost, um auf Buemi aufzuschließen, angreifen konnte er ihn aber nicht. Alguersuari verbremste sich in Kurve fünf, sodass di Grassi anschließend unmittelbar hinter ihm lag. Vergne gelang es, den Abstand zu Bird zu verringern, wodurch es nun keine größeren Abstände mehr zwischen den ersten zwölf Fahrern gab.
Cerruti ging zu dieser Zeit nach dem Reparaturstopp mit zwei Runden Rückstand wieder auf die Strecke. Durán überholte in der vierten Runde in Kurve eins Andretti und lag nun auf Rang 14, der unmittelbar dahinterliegende Senna nutzte dies aus und schob sich ebenfalls an Andretti vorbei. Di Grassi setzte Alguersuari weiter unter Druck, ein Überholmanöver gelang ihm jedoch noch nicht. An der Spitze hatte Heidfeld den Rückstand auf Buemi verkürzt und griff ihn an, kam aber nicht vorbei.
In der siebten Runde ging di Grassi in Kurve fünf an Alguersuari vorbei und war nun neuer Dritter. Félix da Costa überholte in Kurve sieben Vergne und lag nun auf Rang sechs, Senna ging an Durán vorbei und lag auf Position 14. Di Grassi war zu diesem Zeitpunkt der schnellste Fahrer im gesamten Starterfeld, er fuhr mit 1:12,197 Minuten die bis dahin schnellste Runde des Rennens. Es gelang ihm, sich von Alguersuari abzusetzen und auf Buemi und Heidfeld aufzuschließen. Abt überholte beim Anbremsen von Kurve sieben Chandhok, verbremste sich jedoch, woraufhin Chandhok sofort wieder an ihm vorbeiging.
In Runde 14 ging di Grassi, ebenfalls in Kurve fünf, an Heidfeld vorbei und lag nun auf dem zweiten Platz. Heidfeld verbremste sich vor Kurve acht und musste die Schikane auslassen, sodass auch Alguersuari und Bird an ihm vorbeigingen, den Angriff von Félix da Costa wehrte er jedoch ab. Eine Runde später brach in Kurve neun die rechte Hinterradaufhängung von Chandhoks Wagen, er verlor die Kontrolle und schlug in die Streckenbegrenzung ein. Heidfeld ging in Runde 16 wieder an Bird vorbei. Alguersuari, Vergne, Prost, Abt, Sarrazin, Oriol Servià und Trulli gingen sofort zum Fahrzeugwechsel an die Box, da sie erwarteten, dass zur Bergung von Chandhoks Fahrzeug das Safety Car auf die Strecke ging. Prost kam dank eines kürzeren Boxenstopps als erster der Fahrer wieder auf die Strecke, hinter ihm folgten Vergne und Alguersuari.
Das Safety Car wurde, wie erwartet, auf die Strecke geschickt, Buemi hing jedoch hinter der zur erneuten Überrundung anstehenden Cerruti fest und durfte nicht an ihr vorbeigehen. Er beschwerte sich, da sie seiner Meinung nach zu langsam fuhr. Am Ende der Runde gingen alle übrigen Fahrer außer D’Ambrosio zum Fahrzeugwechsel an die Box.
Der Fahrer des Safety Cars beging einen Fehler und platzierte sich vor dem überrundeten Andretti, statt auf die Führenden, die sich zum Fahrzeugwechsel an der Box befanden, zu warten. Dadurch kamen die Führenden vor dem Safety Car wieder auf die Strecke und schlossen zum Ende des Feldes auf. Buemi führte vor di Grassi, Heidfeld, Félix da Costa und Bird. Hinter ihnen lagen die unmittelbar hinter dem Safety Car und Andretti fahrenden Alguersuari, D’Ambrosio, Prost, Vergne, Abt, Servià, Durán und Trulli. Da die Boxenampel auf Rot gesprungen war, mussten Piquet und Senna am Ende der Boxengasse warten, bis das Safety Car und die folgenden Fahrzeuge auf der Strecke an ihnen vorbeigegangen war. Sie fielen damit auf die Positionen 14 und 15 zurück. Der in der Boxengasse unmittelbar vor ihnen fahrende Bird hatte die Boxengasse jedoch verlassen, als die Boxenampel bereits Rot gezeigt hatte.
In der zwanzigsten Runde kam auch D’Ambrosio zum Fahrzeugwechsel an die Box. Das Safety Car fuhr immer noch vor Andretti, ließ ihn jedoch am Ende der Runde passieren und fuhr nun vor Alguersuari, der auf Rang sechs lag. In Runde 21 ließ das Safety Car dann auch die übrigen Piloten, die vor Buemi fuhren, vorbei. Da sie jedoch fast eine komplette Runde aufholen mussten, um ans Ende des Feldes aufzuschließen, verbrauchten sie deutlich mehr Energie als die fünf Erstplatzierten. Das Safety Car verließ am Ende von Runde 22 wieder die Strecke. Buemi lag in Führung vor di Grassi, Heidfeld, Félix da Costa und Bird, dahinter lagen die überrundeten Andretti und D’Ambrosio, dann erst folgten Alguersuari, Prost, Vergne, Abt und Servià.
Beim Neustart hielten Andretti und D’Ambrosio die dahinterliegenden Fahrer auf, sodass die Lücke auf Bird eine Runde später bereits mehr als vier Sekunden betrug. In Kurve acht berührte Buemi mit seinem rechten Vorderrad die Mauer und die Radaufhängung brach, er schied somit in Führung liegend aus. Vergne nutzte seinen FanBoost, um an Prost vorbeizugehen.
Bird ging eine Runde später beim Anbremsen von Kurve eins an Félix da Costa vorbei und lag nun auf dem dritten Platz. Piquet fuhr mit 1:12,050 Minuten die bis dahin schnellste Runde des Rennens und schloss auf Durán auf, beim Anbremsen von Kurve sieben überholte er ihn und lag nun auf dem zehnten Platz. Bird erhielt für das Verlassen der Boxengasse bei Roter Ampel eine Durchfahrtstrafe, die er am Ende von Runde 27 antrat. Er fiel auf Rang elf zurück.
In Runde 26 brach in Kurve neun, genau wie zuvor bei Chandhok, auch beim Führenden di Grassi die rechte Hinterradaufhängung, er touchierte die Streckenbegrenzung jedoch nur leicht und stellte sein Fahrzeug kurz darauf so ab, dass eine Bergung ohne das Safety Car möglich war. Piquet ging in Kurve eins an Servià vorbei und lag nun auf Rang sieben. Bird fuhr nach seiner Durchfahrtstrafe die bis dahin schnellste Runde des Rennens.
Vergne lag in Runde 31 unmittelbar hinter Alguersuari und griff ihn mehrfach an, es gelang ihm zunächst jedoch nicht, ihn zu überholen. In Runde 32 berührten sich beide Fahrzeuge beim Anbremsen von Kurve sieben, als Alguersuari einen weiteren Angriff blocken wollte. Vergne und auch Prost gingen so an ihm vorbei. Eine Runde später ging Alguersuari beim Anbremsen von Kurve eins wieder an Prost vorbei. Heidfeld erhielt in Runde 33 eine Durchfahrtstrafe, weil er das Tempolimit in der Boxengasse überschritten hatte. Er führte zu diesem Zeitpunkt vor Félix da Costa, Vergne, Alguersuari, Prost, Abt, Piquet, Servià, Senna und Bird.
Piquet versuchte in Runde 34, außen beim Anbremsen von Kurve eins an Abt vorbeizugehen, dieser wehrte den Angriff jedoch ab. Vergne verbremste sich in Kurve fünf, sodass Alguersuari, Prost und Abt aufschlossen. Auch Piquet verbremste sich dort und verlor den Anschluss an die Gruppe vor ihm. Abt griff beim Anbremsen von Kurve sieben Prost an, wurde von ihm aber auf die dreckige Fahrbahninnenseite gedrängt. Hier verlor er die Kontrolle über sein Fahrzeug, traf den Wagen von Alguersuari und seine rechte Vorderradaufhängung brach. Abt schied damit aus, Alguersuari fuhr mit seinem beschädigten Auto weiter und fiel hinter Prost zurück. Zu Beginn der letzten Runde trat Heidfeld seine Durchfahrtstrafe an, Félix da Costa führte nun vor Vergne, Prost, Alguersuari, Piquet und Senna.
Prost griff beim Anbremsen von Kurve eins Vergne an, der sich verbremste und dadurch Prost, Alguersuari und Piquet passieren lassen musste. Senna überholte Vergne in Kurve sieben, dabei berührten sich beide Fahrzeuge, sie schafften es jedoch beide, das Rennen beenden. Alguersuari verbremste sich mit seinem beschädigten Fahrzeug in Kurve acht und musste die Schikane auslassen, so ging Piquet auf den letzten Metern noch an ihm vorbei.
Félix da Costa gewann das Rennen vor Prost und Piquet. Die Top 10 komplettierten Alguersuari, Senna, Vergne, Bird, Durán, Heidfeld und Servià. Durán wurde nach dem Rennen disqualifiziert, da er zu viel Energie verbraucht hatte. Damit erreichte Sarrazin Rang zehn. Die zwei Punkte für die schnellste Rennrunde gingen an Bird. Es war der erste Sieg für Félix da Costa und Amlin Aguri, auch Prost stand zum ersten Mal auf dem Podium.
Piquet erhielt für das Missachten von gelben Flaggen eine Strafe in Form der Rückversetzung von fünf Plätzen in der Startaufstellung des nächsten Rennens, Trulli eine Strafe in Höhe von zehn Plätzen, da an seinem Fahrzeug nach dem Unfall im Qualifying das Getriebe gewechselt wurde. Nach dem Rennen kam heraus, dass es hier einen Interpretationsfehler der Rennkommissare gab und Trulli die Strafe bereits in Buenos Aires abgesessen hatte. Da er durch den Unfall keine Zeit gesetzt hatte und als Letzter gestartet war, blieb diese jedoch ohne Auswirkungen.
Di Grassi behielt trotz seines Ausfalls die Führung in der Gesamtwertung, neuer Zweitplatzierter war Bird vor Buemi. In der Teamwertung baute e.dams die Führung aus, Virgin zog an ABT vorbei und lag nun auf Rang zwei.

## Meldeliste
Alle Teams und Fahrer verwendeten das Fahrzeug Spark-Renault SRT 01E und Reifen von Michelin.
| Team                              | Nr. | Fahrer                 |
| --------------------------------- | --- | ---------------------- |
| Virgin Racing Formula E Team      | 2   | Sam Bird               |
| Virgin Racing Formula E Team      | 3   | Jaime Alguersuari      |
| Mahindra Racing Formula E Team    | 5   | Karun Chandhok         |
| Mahindra Racing Formula E Team    | 21  | Bruno Senna            |
| Dragon Racing Formula E Team      | 6   | Oriol Servià           |
| Dragon Racing Formula E Team      | 7   | Jérôme D’Ambrosio      |
| Team e.dams Renault               | 8   | Nicolas Prost          |
| Team e.dams Renault               | 9   | Sébastien Buemi        |
| Trulli Formula E Team             | 10  | Jarno Trulli           |
| Trulli Formula E Team             | 18  | Michela Cerruti        |
| Audi Sport ABT Formula E Team     | 11  | Lucas di Grassi        |
| Audi Sport ABT Formula E Team     | 66  | Daniel Abt             |
| Venturi Formula E Team            | 23  | Nick Heidfeld          |
| Venturi Formula E Team            | 30  | Stéphane Sarrazin      |
| Andretti Autosport Formula E Team | 27  | Jean-Éric Vergne       |
| Andretti Autosport Formula E Team | 28  | Marco Andretti         |
| Amlin Aguri                       | 55  | António Félix da Costa |
| Amlin Aguri                       | 77  | Salvador Durán         |
| China Racing Formula E Team       | 88  | Ho-Pin Tung            |
| China Racing Formula E Team       | 99  | Nelson Piquet jr.      |

Quelle:

## Klassifikationen

### Qualifying
| 01                                                                     | Sébastien Buemi        | Team e.dams Renault               | 1:09,134   | 01 |
| 02                                                                     | Jaime Alguersuari      | Virgin Racing Formula E Team      | 1:09,161   | 02 |
| 03                                                                     | Nick Heidfeld          | Venturi Formula E Team            | 1:09,367   | 03 |
| 04                                                                     | Sam Bird               | Virgin Racing Formula E Team      | 1:09,388   | 04 |
| 05                                                                     | Lucas di Grassi        | Audi Sport ABT Formula E Team     | 1:09,521   | 05 |
| 06                                                                     | Jean-Éric Vergne       | Andretti Autosport Formula E Team | 1:09,527   | 06 |
| 07                                                                     | Nicolas Prost          | Team e.dams Renault               | 1:09,636   | 07 |
| 08                                                                     | António Félix da Costa | Amlin Aguri                       | 1:09,658   | 08 |
| 09                                                                     | Nelson Piquet jr.      | China Racing Formula E Team       | 1:09,742   | 09 |
| 10                                                                     | Karun Chandhok         | Mahindra Racing Formula E Team    | 1:09,875   | 10 |
| 11                                                                     | Stéphane Sarrazin      | Venturi Formula E Team            | 1:10,165   | 11 |
| 12                                                                     | Daniel Abt             | Audi Sport ABT Formula E Team     | 1:10,329   | 12 |
| 13                                                                     | Oriol Servià           | Dragon Racing Formula E Team      | 1:10,588   | 13 |
| 14                                                                     | Marco Andretti         | Andretti Autosport Formula E Team | 1:10,713   | 14 |
| 15                                                                     | Ho-Pin Tung            | China Racing Formula E Team       | 1:11,049   | 15 |
| 16                                                                     | Salvador Durán         | Amlin Aguri                       | 1:11,331   | 16 |
| 17                                                                     | Michela Cerruti        | Trulli Formula E Team             | 1:11,785   | 17 |
| 18                                                                     | Jérôme D’Ambrosio      | Dragon Racing Formula E Team      | 1:12,239   | 18 |
| 19                                                                     | Bruno Senna            | Mahindra Racing Formula E Team    | 1:13,209   | 19 |
| 110-Prozent-Zeit: 1:16,047 min (bezogen auf Bestzeit von 1:09,134 min) |                        |                                   |            |    |
| DNQ                                                                    | Jarno Trulli           | Trulli Formula E Team             | keine Zeit | 20 |

Quellen:

### Rennen
| Pos. | Fahrer                 | Team                              | Runden | Zeit       | Start | Schnellste Runde |
| ---- | ---------------------- | --------------------------------- | ------ | ---------- | ----- | ---------------- |
| 01   | António Félix da Costa | Amlin Aguri                       | 35     | 48:52,100  | 08    | 1:12,694 (13.)   |
| 02   | Nicolas Prost          | Team e.dams Renault               | 35     | + 5,354    | 07    | 1:12,436 (30.)   |
| 03   | Nelson Piquet jr.      | China Racing Formula E Team       | 35     | + 8,552    | 09    | 1:11,591 (31.)   |
| 04   | Jaime Alguersuari      | Virgin Racing Formula E Team      | 35     | + 11,148   | 02    | 1:12,292 (30.)   |
| 05   | Bruno Senna            | Mahindra Racing Formula E Team    | 35     | + 11,535   | 19    | 1:11,923 (29.)   |
| 06   | Jean-Éric Vergne       | Andretti Autosport Formula E Team | 35     | + 13,319   | 06    | 1:12,205 (30.)   |
| 07   | Sam Bird               | Virgin Racing Formula E Team      | 35     | + 13,617   | 04    | 1:11,540 (29.)   |
| 08   | Nick Heidfeld          | Venturi Formula E Team            | 35     | + 15,464   | 03    | 1:12,217 (26.)   |
| 09   | Oriol Servià           | Dragon Racing Formula E Team      | 35     | + 19,334   | 13    | 1:12,551 (32.)   |
| 10   | Stéphane Sarrazin      | Venturi Formula E Team            | 35     | + 28,973   | 11    | 1:13,149 (07.)   |
| 11   | Ho-Pin Tung            | China Racing Formula E Team       | 35     | + 1:12,158 | 15    | 1:13,430 (25.)   |
| 12   | Marco Andretti         | Andretti Autosport Formula E Team | 34     | + 1 Runde  | 14    | 1:13,014 (30.)   |
| 13   | Daniel Abt             | Audi Sport ABT Formula E Team     | 33     | DNF        | 12    | 1:12,164 (30.)   |
| 14   | Jérôme D’Ambrosio      | Dragon Racing Formula E Team      | 33     | + 2 Runden | 18    | 1:11,574 (30.)   |
| —    | Jarno Trulli           | Trulli Formula E Team             | 30     | DNF        | 20    | 1:13,049 (29.)   |
| —    | Lucas di Grassi        | Audi Sport ABT Formula E Team     | 26     | DNF        | 05    | 1:12,114 (25.)   |
| —    | Sébastien Buemi        | Team e.dams Renault               | 23     | DNF        | 01    | 1:12,638 (14.)   |
| —    | Michela Cerruti        | Trulli Formula E Team             | 20     | DNF        | 17    | 1:16,300 (05.)   |
| —    | Karun Chandhok         | Mahindra Racing Formula E Team    | 15     | DNF        | 10    | 1:13,050 (13.)   |
| —    | Salvador Durán         | Amlin Aguri                       | 35     | + 14,724   | 16    | 1:12,747 (27.)   |

Quelle:
Anmerkungen
1. ↑  Tung erhielt nachträglich eine Durchfahrtstrafe, die in eine 35-Sekunden-Strafe umgewandelt wurde.
2. ↑  Abt erhielt nachträglich eine Durchfahrtstrafe, die in eine 35-Sekunden-Strafe umgewandelt wurde.
3. ↑  Dúran wurde nachträglich ausgeschlossen, da sein Fahrzeug zu viel Energie verbraucht hat.

## Meisterschaftsstände nach dem Rennen
Die ersten zehn des Rennens bekamen 25, 18, 15, 12, 10, 8, 6, 4, 2 bzw. 1 Punkt(e). Zusätzlich gab es drei Punkte für die Pole-Position und zwei Punkte für die schnellste Rennrunde.

### Fahrerwertung
| Pos. | Fahrer                 | Team                              | Punkte |
| ---- | ---------------------- | --------------------------------- | ------ |
| 01   | Lucas di Grassi        | Audi Sport ABT Formula E Team     | 58     |
| 02   | Sam Bird               | Virgin Racing Formula E Team      | 48     |
| 03   | Sébastien Buemi        | Team e.dams Renault               | 43     |
| 04   | Nicolas Prost          | Team e.dams Renault               | 42     |
| 05   | Nelson Piquet jr.      | China Racing Formula E Team       | 37     |
| 06   | António Félix da Costa | Amlin Aguri                       | 29     |
| 07   | Jaime Alguersuari      | Virgin Racing Formula E Team      | 26     |
| 08   | Jérôme D’Ambrosio      | Dragon Racing Formula E Team      | 22     |
| 09   | Franck Montagny        | Andretti Autosport Formula E Team | 18     |
| 10   | Karun Chandhok         | Mahindra Racing Formula E Team    | 18     |
| 11   | Bruno Senna            | Mahindra Racing Formula E Team    | 18     |
| 12   | Oriol Servià           | Dragon Racing Formula E Team      | 16     |
| 13   | Jarno Trulli           | Trulli Formula E Team             | 12     |

| Pos. | Fahrer            | Team                              | Punkte |
| ---- | ----------------- | --------------------------------- | ------ |
| 14   | Charles Pic       | Andretti Autosport Formula E Team | 12     |
| 15   | Jean-Éric Vergne  | Andretti Autosport Formula E Team | 11     |
| 16   | Nick Heidfeld     | Venturi Formula E Team            | 5      |
| 17   | Daniel Abt        | Audi Sport ABT Formula E Team     | 4      |
| 18   | Stéphane Sarrazin | Venturi Formula E Team            | 3      |
| 19   | Takuma Satō       | Amlin Aguri                       | 2      |
| 20   | Ho-Pin Tung       | China Racing Formula E Team       | 0      |
| 21   | Antonio García    | China Racing Formula E Team       | 0      |
| 22   | Michela Cerruti   | Trulli Formula E Team             | 0      |
| 23   | Marco Andretti    | Andretti Autosport Formula E Team | 0      |
| 24   | Matthew Brabham   | Andretti Autosport Formula E Team | 0      |
| 25   | Katherine Legge   | Amlin Aguri                       | 0      |
| 26   | Salvador Durán    | Amlin Aguri                       | 0      |

### Teamwertung
| Pos. | Team                              | Punkte |
| ---- | --------------------------------- | ------ |
| 01   | Team e.dams Renault               | 85     |
| 02   | Virgin Racing Formula E Team      | 74     |
| 03   | Audi Sport ABT Formula E Team     | 62     |
| 04   | Andretti Autosport Formula E Team | 41     |
| 05   | Dragon Racing Formula E Team      | 38     |

| Pos. | Team                           | Punkte |
| ---- | ------------------------------ | ------ |
| 06   | China Racing Formula E Team    | 37     |
| 07   | Mahindra Racing Formula E Team | 36     |
| 08   | Amlin Aguri                    | 31     |
| 09   | Trulli Formula E Team          | 12     |
| 10   | Venturi Formula E Team         | 8      |